# Deng Weichan
Deng Weichan – chińska zapaśniczka w stylu wolnym. Zdobyła brązowy medal w mistrzostwach Azji w 2004 roku. Pierwsza w Pucharze Świata w 2004 i Pucharze Azji w 2003 roku.